# Springfield (Minnesota)
Springfield is een plaats (city) in de Amerikaanse staat Minnesota, en valt bestuurlijk gezien onder Brown County.

## Demografie
Bij de volkstelling in 2000 werd het aantal inwoners vastgesteld op 2215.
In 2006 is het aantal inwoners door het United States Census Bureau geschat op 2137, een daling van 78 (-3,5%).

## Geografie
Volgens het United States Census Bureau beslaat de plaats een oppervlakte van
4,7 km², geheel bestaande uit land. Springfield ligt op ongeveer 311 m boven zeeniveau.

## Plaatsen in de nabije omgeving
De onderstaande figuur toont nabijgelegen plaatsen in een straal van 20 km rond Springfield.